# 加拉松
加拉松（Galadhon）是托爾金（J. R. R. Tolkien）小說的虛構角色，加拉松只出現在《未完成的故事》（Unfinished Tales）。加拉松是埃盧·庭葛（Elu Thingol）弟弟伊牟（Elmo）之子，加拉松即是埃盧·庭葛之侄及露西安（Lúthien）的表親。加拉松的角色是為了加強凱勒鵬與埃盧·庭葛之間的關係。凱勒鵬是加拉松之子，而加拉松之子加拉德麗爾（Galathil）則是寧羅絲（Nimloth）之父，寧羅絲嫁給迪歐（Dior）。
在托爾金的後期著作，凱勒鵬的家世有所不同，所以不能確定加拉松是否一個標準角色。加拉松這名字似乎與辛達林語（Sindarin）的「樹木」（galadh）有關連。